# Salo
Salo este un oraș și o municipalitate din Finlanda, situată în provincia Finlanda de Vest, în regiunea Finlanda Propriu-Zisă.
Are o populație de 24.878 locuitori (la 31 decembrie 2004) și suprafață de 143,82 km² din care 0,43 km² reprezintă ape interioare.
Populația este unilingvă, vorbitoare de limbă finlandeză.
Salo exista ca o mică așezare rurală din secolul al 17-lea, numele Salo înseamnă „pădure nelocuită” în finlandeză.
Localitatea este considerată locul de naștere al telefoanelor Nokia, care a început aici producția încă din 1975. Actualmente capacitățile de producție ale firmei Nokia sunt cele mai importante din Finlanda.
Orașul este unul dintre cele mai cosmopolite din Finlanda, peste 1.100 de persoane (4,4% din populație) fiind străini.

## Orașe înfrățite
- Katrineholm, Suedia
- Vennesla, Norvegia
- Odder, Danemarca
- Rzhev, Rusia
- Anija, Estonia
- Nagykanizsa, Ungaria
- Puchheim, Germania
- St. Anthony, S.U.A